# High Plateau vonal
A High Plateau vonal egy építés alatt álló normál nyomtávolságú egyvágányú vasútvonal Algériában. A teljes vonal 1200 km hosszú lesz, 18 állomással. Azonban a vasút egyes részei már korábban felépültek.
Az Algériai Nemzeti Vasutak Beruházási Hivatala (Anesrif), az olasz Astaldi vezette konzorciummal kötött szerződést a 153 km hosszú Saida–Tiaret vonal tervezésére, építésére. Az egyvágányú vonal része a High Plateau Line vonalnak, egy összeköttetés M’Sila-tól Ras el Ma-ig, és Relinzaig, a belső szárazföldön, amely lehetővé teszi a kelet-nyugat forgalom, az Oran–Algiers–Constantine part menti forgalom megkerülését. Az Astaldi 60 százalékban tulajdonosa a konzorciumnak, amely a 41 db vasúti hidat, és viaduktokat, 35 közúti hidat, két állomást és két teherpályaudvart tervezi, mint a projekt részeit. Az építkezések még 2011 első felében megkezdődtek, és a tervek szerint három év alatt elkészülnek.